# Padmé Amidala
 (juillet 2014).
Si vous disposez d'ouvrages ou d'articles de référence ou si vous connaissez des sites web de qualité traitant du thème abordé ici, merci de compléter l'article en donnant les références utiles à sa vérifiabilité et en les liant à la section « Notes et références ».
Personnage de fiction apparaissant dans
Star Wars.
Padmé Amidala est un personnage de fiction, femme politique dans la prélogie (épisodes I, II et III) de Star Wars. Elle est interprétée par Natalie Portman.
Padmé Naberrie est née en 46 av. BY sur Naboo et morte en 19 av. BY sur Polis Massa. Elle est élue reine de Naboo en 33 av. BY et effectue deux mandats de 4 ans à ce poste. Nommée par la reine Jamillia, elle devient sénatrice de Naboo au Sénat galactique en 24 av. BY après son 2e mandat. Amoureuse du chevalier Jedi Anakin Skywalker, elle l'épouse en secret et donne naissance aux jumeaux Luke Skywalker et Leia Organa avant de mourir, ayant perdu l'amour de sa vie au moment où ce dernier bascule du côté obscur de la Force et devient Dark Vador, en gardant l'espoir qu'il y ait encore du bon en lui.
Durant l'épisode I (32 av. BY), elle mène la Bataille de Naboo et met en œuvre une politique de réconciliation avec les Gungans. Dans l'épisode II (22 av. BY) elle mène l'opposition au Sénat à la création d'une armée de la République. Enfin dans l'épisode III (19 av. BY), elle fait partie de la délégation des 2000 exigeant l'abandon des pouvoirs exceptionnels du Chancelier Palpatine.
N'apparaissant pas dans les épisodes IV, V et VI, elle joue un rôle prépondérant dans les films I, II et III, où elle donne naissance à Luke Skywalker et à la princesse Leia.

## Biographie
Padmé Naberrie est née dans un petit village de montagne non loin de la région des lacs sur Naboo. Sa mère, Jobal, et son père, Ruwee, ont également une autre fille, Sola, qui a elle-même deux enfants, Ryoo et Pooja. Très tôt, Padmé s’engage activement pour le Mouvement d’Accueil des Réfugiés qui porte assistance aux immigrants souhaitant intégrer la planète. À huit ans, elle entre à l’école des Apprentis Législateurs. Ses capacités étonnantes et sa force de caractère lui ouvrent l’accès au titre d’Apprentie à l’âge de onze ans. Dévouée à la cause publique, son acharnement force le respect de ses pairs qui la nomment Gouverneur de Theed, capitale de Naboo. Elle vient d’avoir douze ans. À la suite de l’abdication du Roi Veruna, elle est élue Reine à la majorité absolue à seulement quatorze ans. Elle prend alors son nom de fonction : Amidala. Peu de temps après son arrivée au pouvoir, elle doit faire face à l'invasion illégale de la Fédération du commerce.

### Famille
La famille Naberrie regroupe plusieurs personnages de la saga Star Wars :
- Jobal Naberrie est la fille de Ryoo Thule, la femme de Ruwee Naberrie, la mère de Padmé Amidala et de Sola Naberrie, et la grand-mère de Ryoo Naberrie, Pooja Naberrie, Luke Skywalker et Leia Organa. Elle apparaît dans une scène coupée de Star Wars, épisode II : L'Attaque des clones. Jobal apparaît avec le reste de la famille dans Star Wars, épisode III : La Revanche des Sith pendant la marche funéraire de Padmé. Jobal Naberrie est jouée au cinéma par Trisha Noble.
- Sola Naberrie est la fille de Jobal Naberrie, la sœur de Padmé Amidala. Elle aura deux enfants : Pooja Naberrie et Ryoo Naberrie.
- Ryoo Naberrie est la fille ainée de Sola Naberrie, et de son mari Darred Janren, et donc la nièce de Padmé Amidala et la cousine de Luke Skywalker et Leia Organa. À un moment indéfini, elle épousa un docteur traditionnel de Naboo avec qui elle eut trois enfants : Winama, Aimae et Irvin.
- Pooja Naberrie est la fille de Sola Naberrie, la nièce de Padmé Amidala. Elle est aussi la sœur de Ryoo Naberrie. La jeune Pooja aura suivi le même destin que sa tante comme étant sénatrice de Naboo.

### La Menace fantôme

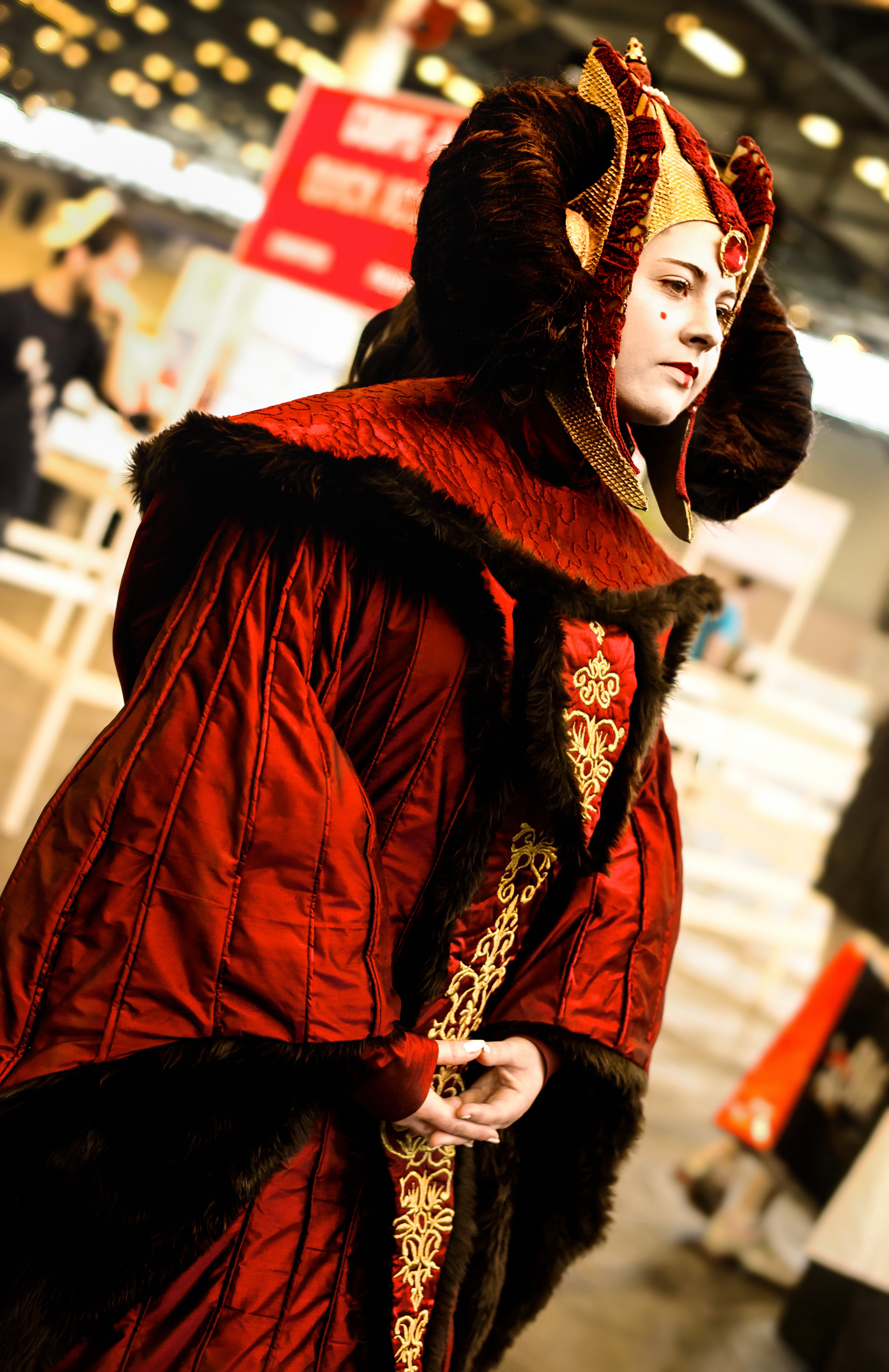
Un cosplay de la Reine Amidala

À l'âge de quatorze ans, Padmé devient démocratiquement la souveraine du peuple de la planète Naboo et gouverne sous le nom de Padmé Amidala. On la voit pour la première fois lors d'une négociation avec le vice-roi de la Fédération du commerce Nute Gunray, qui soumet Naboo à un blocus. Les Neimoidiens, à la tête de la fédération du Commerce espéraient effectivement que la jeunesse et l'inexpérience de la jeune reine feraient d'elle une proie facile. Elle résiste pourtant et refuse de signer le traité imposé par Gunray, celui-ci tente donc de l'assassiner. Elle s'échappe de justesse avec les Jedis Qui-Gon Jinn et Obi-Wan Kenobi, et tente de rejoindre Coruscant pour plaider la cause de son peuple au Sénat. Lors d'une halte imprévue sur Tatooine, sous les traits d'une suivante, elle fait la connaissance du jeune Anakin Skywalker et de sa mère Shmi. Elle assiste à la fête de la Boonta et à la course de modules, remportée par le jeune garçon. Anakin est alors fasciné par Padmé.
Arrivée sur Coruscant, elle rencontre le sénateur de Naboo Palpatine qui la convainc d'intervenir elle-même lors d'une séance du Sénat et de déposer une motion de censure contre le Chancelier Suprême Valorum. Cette motion est adoptée et Palpatine réussit à être élu au poste de Chancelier Suprême. Padmé ignore la véritable identité de Palpatine, qui n'est autre que le seigneur Sith Dark Sidious. Elle retourne sur Naboo pour mener personnellement une offensive contre les droïdes.
Grâce à Jar Jar Binks, elle s'allie aux Gungans et engage le combat. Grâce à une diversion, elle s'introduit dans le palais et capture le vice-roi. Humilié, celui-ci doit renoncer au blocus.
Jusqu'à sa rencontre avec les Gungans, elle se dissimule publiquement sous son nom de naissance Padmé Naberrie, et joue le rôle de courtisane d'une reine factice. Padmé trompe même Obi-Wan Kenobi, Anakin Skywalker et Qui-Gon Jinn à qui elle a fait des remarques assez violentes lorsque ce dernier a placé une confiance totale et aveugle au jeune Anakin. L'admiration d'Anakin vis-à-vis d'elle redouble alors dès cette révélation.

### L'Attaque des clones
Une dizaine d'années plus tard, Padmé est devenue sénatrice de Naboo après expiration de son mandat de reine, poste pour lequel elle a été réélue deux fois, et mène une faction qui se prononce contre l'établissement d'une armée de la République en réponse à la menace du mouvement Séparatiste. Elle est victime d'un attentat sur Coruscant qui tue sa doublure : Cordé. On la voit alors se rendre immédiatement au Sénat dans l'une des scènes coupées : 

« Réveillez-vous, sénateurs, vous devez ouvrir les yeux ! Si nous n’offrons aux séparatistes que la violence, ils ne nous rendront que la violence ! Beaucoup y perdront la vie, les autres y perdront leur liberté. Cette décision pourrait bien détruire les fondations mêmes de notre grande République. Je vous en prie, ne laissez pas la peur vous pousser à prendre une décision désastreuse. Refusez cette mesure de sécurité qui n’est rien moins qu’une déclaration de guerre ! »

— Sénat, en 22 av. BY. Épisode II, scène coupée.
Le conseil Jedi décide de la protéger contre ceux qui veulent la tuer. Elle essuie pourtant le soir même une tentative d'assassinat par une mercenaire à la solde de Jango Fett, recruté par la Fédération du Commerce ayant toujours Gunray à sa tête. Palpatine la persuade de se cacher sur sa planète d'origine en compagnie du jeune padawan Anakin Skywalker, assigné à sa protection. Anakin lui révèle son amour mais elle tente de le raisonner car l'amour entre une sénatrice et un Jedi étant impossible. Elle s'enfuit avec Anakin jusqu'à Tatooine où le jeune Jedi tente de sauver sa mère des griffes des hommes des sables. Elle tente tant bien que mal de réconforter Anakin, après la mort de cette dernière.
Pendant ce temps, Obi-Wan poursuit le commanditaire de l'attentat jusqu'à la planète Geonosis, siège de la Confédération des systèmes indépendants. Il est capturé par le comte Dooku, pendant qu'il transmet un message sur Coruscant, via le vaisseau de Padmé. Celle-ci décide d'aller sauver le maître Jedi et est finalement capturée avec Anakin à son tour. Incapable de réprimer ses sentiments pour Anakin, Padmé avoue qu'elle l'aime de tout son cœur lorsqu'ils sont conduits dans l'arène et voués à une mort imminente. La sénatrice et les deux Jedis réussissent à se libérer grâce à Mace Windu et à l'intervention de Yoda qui a emmené à temps l'armée des clones. Une bataille s'engage alors. Rescapés, Anakin et Padmé se marient finalement en secret sur Naboo, avec pour seuls témoins C-3PO et R2-D2.

### La Revanche des Sith
Trois ans ont passé et la Guerre des Clones fait rage dans la galaxie. Désormais enceinte, Padmé est réduite à un rôle plus effacé d'autant plus que son amour pour Anakin est demeuré secret. Ce dernier est victime de prémonitions lui annonçant la mort de Padmé. C'est pour lui épargner ce funeste sort qu'il se laisse séduire par les promesses du chancelier Palpatine, en fait le mystérieux Dark Sidious, le seigneur noir des Sith.
Elle est persuadée par Anakin lors de l'invasion du Temple que les Jedis sont en train de renverser la République à leur profit, d'où la purge massive. Padmé ne se rend pas compte qu'Anakin sombre du Côté Obscur et assiste effondrée à la proclamation de l'Empire par Palpatine en déclarant « Ainsi s'éteint la liberté, sous une pluie d'applaudissements ». Obi-Wan Kenobi la rejoint et lui annonce la triste réalité : Anakin est bien passé du côté obscur et a massacré tous les jeunes padawan du Temple. Elle n'arrive pas à croire le Jedi et refuse de le guider vers Anakin, Obi-Wan l'informant en effet qu'il devrait tuer son ancien apprenti. Elle lui confirme, par son silence, que son enfant est bien celui d'Anakin. Elle rejoint ce dernier sur la planète Mustafar pour tenter de le raisonner et découvre que sa personnalité a changé sous l'influence du Côté Obscur. Elle découvre un Anakin orgueilleux et ambitieux qui rêve de diriger l'Empire avec elle à ses côtés. Elle est victime de sa fureur quand il découvre qu'Obi-Wan l'a suivie en cachette.
Après le long combat qui suit entre Anakin et Obi-Wan, remporté par ce dernier, le maître Jedi emmène la jeune femme au centre hospitalier le plus proche sur l'astéroïde Polis Massa. Les robots médecins ne remarquent aucune anomalie sur le plan médical mais indiquent que Padmé est en train de mourir, ayant perdu la volonté de vivre. Un des robots médecins annonce que la sénatrice est enceinte de jumeaux, et qu'il faut intervenir vite s'ils veulent les sauver. Après quelques instants de mûre réflexion, Yoda, Obi-Wan Kenobi et Bail Organa, sénateur et roi consort d'Alderaan, décident de faire accoucher Padmé. À l'aide d'un robot médecin, celle-ci met au monde Luke, puis Leia avant de rendre l'âme sous les yeux d'Obi-Wan et de Yoda, en évoquant Anakin et en affirmant « qu'il y a toujours du bon en lui »… Simultanément, son accouchement et sa mort correspondent à la mise en place de la tenue robotique d'Anakin/Dark Vador pour qu'il survive. Leia est adoptée par Bail Organa et emmenée sur Alderaan, où elle obtient donc le titre royal de princesse tandis que Luke est accueilli par son oncle Owen et sa tante Beru, sur Tatooine, surveillé de loin par Obi-Wan Kenobi.
Le peuple de Naboo décide de faire une cérémonie d'adieu après sa mort avec des funérailles solennelles. Le corps de la sénatrice porte encore son ventre de femme enceinte pour éviter que les enfants soient traqués.

## Divers
Lors de ses funérailles sur Naboo, la musique est un chant sanskrit.